# Apostolska nunciatura v Surinamu
Apostolska nunciatura v Surinamu je diplomatsko prestavništvo (veleposlaništvo) Svetega sedeža v Surinamu.
Trenutno (avgust 2011) je mesto nezasedeno.

## Seznam apostolskih nuncijev
- Eugenio Sbarbaro (13. julij 1994–26. april 2000)
- Emil Paul Tscherrig (20. januar 2001–22. maj 2004)
- Thomas Edward Gullickson (15. december 2004–21. maj 2011)